# Torneo Nacional de Desarrollo M16 2022
El  Torneo Nacional de Desarrollo M16 de 2022 fue la sexta edición del torneo para los seleccionados M16 de desarrollo de las uniones regionales afiliadas a la Unión Argentina de Rugby. La torneo se llevó a cabo el 7 y 9 de octubre de 2022 en Junín, Provincia de Buenos Aires.
La Unión de Rugby del Oeste de Buenos Aires, elegida nuevamente como anfitriona del torneo, eligió por segunda temporada consecutiva al Club Los Miuras de Junín como sede del torneo.
La Unión de Rugby del Oeste de Buenos Aires obtuvo su cuarto título tras derrotar 12-6 en la final de la Zona Oro a la Unión de Rugby de Cuyo. El conjunto mendocino fue el primer equipo además de Buenos Aires y Oeste en llegar a la final del torneo desde la edición inaugural en 2016, cuando Córdoba alcanzó el subcampeonato. La Copa de Plata (para equipos del 9.° al 16.° puesto) fue ganada por la Unión de Rugby Austral, que derrotó 26-12 en la final a la Unión de Rugby de Mar del Plata.

## Equipos participantes
Participaron del torneo los seleccionados de dieciséis uniones provinciales argentinas, las cuales clasificaron de acuerdo a su cantidad de jugadores fichados en la categoría.
| Zona                    | Equipo              | Unión                                    | Part.    |
| ----------------------- | ------------------- | ---------------------------------------- | -------- |
| Copa de Oro 8 equipos   | Andina              | Unión Andina de Rugby                    | 4        |
| Copa de Oro 8 equipos   | Buenos Aires        | Unión de Rugby de Buenos Aires           | 5        |
| Copa de Oro 8 equipos   | Córdoba             | Unión Cordobesa de Rugby                 | 6        |
| Copa de Oro 8 equipos   | Cuyo                | Unión de Rugby de Cuyo                   | 4        |
| Copa de Oro 8 equipos   | Entre Ríos          | Unión Entrerriana de Rugby               | 6        |
| Copa de Oro 8 equipos   | Oeste               | Unión de Rugby del Oeste de Buenos Aires | 6        |
| Copa de Oro 8 equipos   | Rosario             | Unión de Rugby de Rosario                | 6        |
| Copa de Oro 8 equipos   | Santiago del Estero | Unión Santiagueña de Rugby               | 5        |
| Copa de Plata 8 equipos | Austral             | Unión de Rugby Austral                   | 2        |
| Copa de Plata 8 equipos | Chubut              | Unión de Rugby del Valle del Chubut      | 1        |
| Copa de Plata 8 equipos | Mar del Plata       | Unión de Rugby de Mar del Plata          | 6        |
| Copa de Plata 8 equipos | Misiones            | Unión de Rugby de Misiones               | 4        |
| Copa de Plata 8 equipos | Oeste 2             | Unión de Rugby del Oeste de Buenos Aires | Invitado |
| Copa de Plata 8 equipos | Santa Fe            | Unión Santafesina de Rugby               | 6        |
| Copa de Plata 8 equipos | Sur                 | Unión de Rugby del Sur                   | 6        |
| Copa de Plata 8 equipos | Tucumán             | Unión de Rugby de Tucumán                | 3        |

Debido a la ausencia a último momento de la Unión de Rugby del Alto Valle de Río Negro y Neuquén, un segundo conjunto local (Oeste 2) participó en su lugar.

## Formato
Los dieciséis equipos fueron divididos en cuatro zonas de cuatro equipos cada una pertenecientes a dos niveles. Las Zonas 1 y 2 pertenecieron a la Copa de Oro, mientras que las Zonas 3 y 4 pertenecieron a la Copa de Plata. Cada zona se resolvió a través del sistema de todos contra todos para definir su posición en el grupo. 
La posición final obtenida en la fase de grupos determinó la final que cada equipos disputó: los ganadores de las Zonas 1 y 2 clasificaron a la final del torneo, los segundos a la final por el 3.° puesto, los terceros a la final por el 5.° puesto y los últimos a la final por el 7.° puesto. El mismo criterio fue utilizado para determinar las finales por el 9.°; 11.°; 13.°; y 15.° puesto con los grupos de la Copa de Plata (Zonas 3 y 4).

## Zona Oro

### Zona 1
| Pos. | Equipos      | Partidos | Partidos | Partidos | Tantos | Tantos | Tantos | Pts. |
| Pos. | Equipos      | G        | E        | P        | PF     | PC     | DP     | Pts. |
| ---- | ------------ | -------- | -------- | -------- | ------ | ------ | ------ | ---- |
| 1.°  | Cuyo         | 3        | 0        | 0        | 54     | 14     | +40    |      |
| 2.°  | Buenos Aires | 2        | 0        | 1        | 61     | 30     | +31    |      |
| 3.°  | Entre Ríos   | 1        | 0        | 2        | 13     | 72     | -59    |      |
| 4.°  | Rosario      | 0        | 0        | 3        | 23     | 35     | -12    |      |

|  | Clasifica a la final             |
|  | Clasifica a final por 3.° puesto |
|  | Clasifica a final por 5.° puesto |
|  | Clasifica a final por 7.° puesto |

| 7 de octubre | Rosario | 5 - 6   | Entre Ríos | Club Los Miuras, Junín |  |
|              |         | Reporte |            |                        |  |

| 7 de octubre | Buenos Aires | 7 - 12  | Cuyo | Club Los Miuras, Junín |  |
|              |              | Reporte |      |                        |  |

| 7 de octubre | Rosario | 7 - 15  | Cuyo | Club Los Miuras, Junín |  |
|              |         | Reporte |      |                        |  |

| 7 de octubre | Buenos Aires | 40 - 7  | Entre Ríos | Club Los Miuras, Junín |  |
|              |              | Reporte |            |                        |  |

| 9 de octubre | Entre Ríos | 0 - 27  | Cuyo | Club Los Miuras, Junín |  |
|              |            | Reporte |      |                        |  |

| 9 de octubre | Buenos Aires | 14 - 11 | Rosario | Club Los Miuras, Junín |  |
|              |              | Reporte |         |                        |  |

### Zona 2
| Pos. | Equipos             | Partidos | Partidos | Partidos | Tantos | Tantos | Tantos | Pts. |
| Pos. | Equipos             | G        | E        | P        | PF     | PC     | DP     | Pts. |
| ---- | ------------------- | -------- | -------- | -------- | ------ | ------ | ------ | ---- |
| 1.°  | Oeste               | 3        | 0        | 0        | 99     | 15     | +84    |      |
| 2.°  | Andina              | 2        | 0        | 1        | 72     | 39     | +33    |      |
| 3.°  | Santiago del Estero | 1        | 0        | 2        | 27     | 65     | -38    |      |
| 4.°  | Córdoba             | 0        | 0        | 3        | 10     | 89     | -79    |      |

|  | Clasifica a la final             |
|  | Clasifica a final por 3.° puesto |
|  | Clasifica a final por 5.° puesto |
|  | Clasifica a final por 7.° puesto |

| 7 de octubre | Córdoba | 7 - 22  | Santiago del Estero | Club Los Miuras, Junín |  |
|              |         | Reporte |                     |                        |  |

| 7 de octubre | Oeste | 34 - 12 | Andina | Club Los Miuras, Junín |  |
|              |       | Reporte |        |                        |  |

| 7 de octubre | Córdoba | 0 - 43  | Andina | Club Los Miuras, Junín |  |
|              |         | Reporte |        |                        |  |

| 7 de octubre | Oeste | 41 - 0  | Santiago del Estero | Club Los Miuras, Junín |  |
|              |       | Reporte |                     |                        |  |

| 9 de octubre | Santiago del Estero | 5 - 17  | Andina | Club Los Miuras, Junín |  |
|              |                     | Reporte |        |                        |  |

| 9 de octubre | Oeste | 24 - 3  | Córdoba | Club Los Miuras, Junín |  |
|              |       | Reporte |         |                        |  |

## Zona Plata

### Zona 3
| Pos. | Equipos  | Partidos | Partidos | Partidos | Tantos | Tantos | Tantos | Pts. |
| Pos. | Equipos  | G        | E        | P        | PF     | PC     | DP     | Pts. |
| ---- | -------- | -------- | -------- | -------- | ------ | ------ | ------ | ---- |
| 1.°  | Austral  | 2        | 1        | 0        | 57     | 22     | +35    |      |
| 2.°  | Oeste 2  | 2        | 0        | 1        | 55     | 15     | +40    |      |
| 3.°  | Santa Fe | 1        | 1        | 1        | 51     | 34     | +17    |      |
| 4.°  | Misiones | 0        | 0        | 3        | 5      | 97     | -92    |      |

|  | Clasifica a final Copa de Plata   |
|  | Clasifica a final por 11.° puesto |
|  | Clasifica a final por 13.° puesto |
|  | Clasifica a final por 15.° puesto |

| 7 de octubre | Santa Fe | 0 - 19  | Oeste 2 | Club Los Miuras, Junín |  |
|              |          | Reporte |         |                        |  |

| 7 de octubre | Austral | 32 - 0  | Misiones | Club Los Miuras, Junín |  |
|              |         | Reporte |          |                        |  |

| 7 de octubre | Santa Fe | 36 - 0  | Misiones | Club Los Miuras, Junín |  |
|              |          | Reporte |          |                        |  |

| 7 de octubre | Austral | 10 - 7  | Oeste 2 | Club Los Miuras, Junín |  |
|              |         | Reporte |         |                        |  |

| 9 de octubre | Oeste 2 | 29 - 5  | Misiones | Club Los Miuras, Junín |  |
|              |         | Reporte |          |                        |  |

| 9 de octubre | Austral | 15 - 15 | Santa Fe | Club Los Miuras, Junín |  |
|              |         | Reporte |          |                        |  |

### Zona 4
| Pos. | Equipos       | Partidos | Partidos | Partidos | Tantos | Tantos | Tantos | Pts. |
| Pos. | Equipos       | G        | E        | P        | PF     | PC     | DP     | Pts. |
| ---- | ------------- | -------- | -------- | -------- | ------ | ------ | ------ | ---- |
| 1.°  | Mar del Plata | 3        | 0        | 0        | 84     | 24     | +60    |      |
| 2.°  | Chubut        | 2        | 0        | 1        | 74     | 62     | +12    |      |
| 3.°  | Sur           | 1        | 0        | 2        | 51     | 72     | -21    |      |
| 4.°  | Tucumán       | 0        | 0        | 3        | 26     | 77     | -51    |      |

|  | Clasifica a final Copa de Plata   |
|  | Clasifica a final por 11.° puesto |
|  | Clasifica a final por 13.° puesto |
|  | Clasifica a final por 15.° puesto |

| 7 de octubre | Chubut | 19 - 14 | Tucumán | Club Los Miuras, Junín |  |
|              |        | Reporte |         |                        |  |

| 7 de octubre | Sur | 12 - 17 | Mar del Plata | Club Los Miuras, Junín |  |
|              |     | Reporte |               |                        |  |

| 7 de octubre | Chubut | 12 - 29 | Mar del Plata | Club Los Miuras, Junín |  |
|              |        | Reporte |               |                        |  |

| 7 de octubre | Sur | 20 - 12 | Tucumán | Club Los Miuras, Junín |  |
|              |     | Reporte |         |                        |  |

| 9 de octubre | Tucumán | 0 - 38  | Mar del Plata | Club Los Miuras, Junín |  |
|              |         | Reporte |               |                        |  |

| 9 de octubre | Sur | 19 - 43 | Chubut | Club Los Miuras, Junín |  |
|              |     | Reporte |        |                        |  |

## Finales
Final Oro
| 9 de octubre | Oeste | 12 - 6  | Cuyo | Club Los Miuras, Junín |  |
|              |       | Reporte |      |                        |  |

Final 3.° puesto
| 9 de octubre | Buenos Aires | 28 - 3  | Andina | Club Los Miuras, Junín |  |
|              |              | Reporte |        |                        |  |

Final 5.° puesto
| 9 de octubre | Entre Ríos | 14 - 13 | Santiago del Estero | Club Los Miuras, Junín |  |
|              |            | Reporte |                     |                        |  |

Final 7.° puesto
| 9 de octubre | Rosario | 15 - 8  | Córdoba | Club Los Miuras, Junín |  |
|              |         | Reporte |         |                        |  |

Final Plata
| 9 de octubre | Austral | 26 - 12 | Mar del Plata | Club Los Miuras, Junín |  |
|              |         | Reporte |               |                        |  |

Final 11.° puesto
| 9 de octubre | Oeste 2 | 7 - 28  | Chubut | Club Los Miuras, Junín |  |
|              |         | Reporte |        |                        |  |

Final 13.° puesto
| 9 de octubre | Santa Fe | 17 - 7  | Sur | Club Los Miuras, Junín |  |
|              |          | Reporte |     |                        |  |

Final 15.° puesto
| 9 de octubre | Misiones | 0 - 29  | Tucumán | Club Los Miuras, Junín |  |
|              |          | Reporte |         |                        |  |

## Tabla de posiciones
Tabla de posiciones al finalizar el torneo:
| 1.°  | Oeste               | 4 | 0 | 0 | 111 | 21  | +90  |
| 2.°  | Cuyo                | 3 | 0 | 1 | 60  | 26  | +34  |
| 3.°  | Buenos Aires        | 3 | 0 | 1 | 89  | 33  | +56  |
| 4.°  | Andina              | 2 | 0 | 2 | 75  | 67  | +8   |
| 5.°  | Entre Ríos          | 2 | 0 | 2 | 27  | 85  | -58  |
| 6.°  | Santiago del Estero | 1 | 0 | 3 | 40  | 79  | -39  |
| 7.°  | Rosario             | 1 | 0 | 3 | 38  | 43  | -5   |
| 8.°  | Córdoba             | 0 | 0 | 4 | 18  | 104 | -86  |
| 9.°  | Austral             | 3 | 1 | 0 | 83  | 34  | +49  |
| 10.° | Mar del Plata       | 3 | 0 | 1 | 96  | 50  | +46  |
| 11.° | Chubut              | 3 | 0 | 1 | 102 | 69  | +33  |
| 12.° | Oeste 2             | 2 | 0 | 2 | 62  | 43  | +19  |
| 13.° | Santa Fe            | 2 | 1 | 1 | 68  | 41  | +27  |
| 14.° | Sur                 | 1 | 0 | 3 | 58  | 89  | -31  |
| 15.° | Tucumán             | 1 | 0 | 3 | 55  | 77  | -22  |
| 16.° | Misiones            | 0 | 0 | 4 | 5   | 126 | -121 |

|  | Campeón Copa de Oro    |
|  | Campeón Copa de Plata. |

| Bandera de la Provincia de Buenos Aires |
| Oeste Campeón Cuarto título             |